# Antonín Šebestík
Antonín Šebestík (9. září 1882 Napajedla – 20. března 1956 Praha) byl český hudební skladatel a pedagog.

## Život
Na počátku dvacátého století, v letech 1900 až 1903, studoval v Praze na tamní konzervatoři hru na varhany, které ho vyučoval Antonín Dvořák. Když vzdělávání dokončil úspěšným složením státní zkoušky, a to ze zpěvu a hry na klavír a na housle, odešel do Českých Budějovic, kde od roku 1903 na hudební škole vyučoval muzice. V dalších letech rozšířil své pedagogické působení i na tamní český učitelský ústav a na střední školy. Spolu s tím vedl pěvecký sbor Hlahol českobudějovický a dirigoval opery či kantáty. Sám rovněž hudební díla tvořil. Při jejich psaní se nechal inspirovat svým pražských učitelem Dvořákem. V období mezi první a druhou světovou válkou skládal jak hudbu komorní, tak i orchestrální a věnoval se též úpravám lidových písní.

## Dílo
Příklady Šebestíkových děl:
- ŠEBESTÍK, Antonín. Slovníček názvů hudebních. [s.l.]: Dubský, 1904. 16 s.
- ŠEBESTÍK, Antonín. Cvičení dorostenek s obručemi. [s.l.]: Slavnostní výbor krajového sletu
- ŠEBESTÍK, Antonín. V probuzení. Praha: Barvitius, 1917. 3 s.